# Valentin Senga Paysayo
Valentin Senga Paysayo est une personnalité politique congolaise (RDC).

## Biographie
Il est élu gouverneur de la province du Bas-Uele le 10 avril 2019, le deuxième gouverneur de ladite province. Il est destitué le 27 décembre 2020, puis rétabli par la Cour constitutionnelle le 27 février 2021. Il est définitivement destitué le 27 juin.
Il meurt le 13 mai 2023.